# Institució Familiar d'Educació
La Institución Familiar de Educación, conocida también como Institución, y en catalán Institució Familiar d'Educació, es una institución educativa española de iniciativa privada vinculada al Opus Dei, que cuenta con trece colegios en Cataluña y Baleares.

## Historia
Sus señas de identidad son la identidad cristiana, la educación personalizada y la separación por sexos de su alumnado en las etapas de primaria y secundaria. Actualmente, no en todos sus colegios la educación es diferenciada por sexos.
Institución Familiar de Educación se constituyó en el año 1969 por iniciativa de un grupo de familias con el fin de promover y gestionar colegios en toda Cataluña que ofrecieran un modelo educativo de calidad, donde se valorara a las personas por encima de todo. Los colegios fueron promovidos por las familias, porque se partía del principio de que es la familia quien genuinamente educa. La mayoría de sus centros son concertados, aunque en los últimos años han ido perdiendo los conciertos.
La creación de este grupo educativo está muy unido al grupo educativo Fomento de Centros de Enseñanza, entidad fundada en 1963 que comparte sus mismas señas identidad y cuenta con 35 colegios en once comunidades autónomas.

## Actividad Académica
Se basa en un proyecto educativo que busca el desarrollo integral de los alumnos. Sus principales características además de la excelencia académica son: la educación personalizada, la identidad cristiana y el plurilingüismo.
En la clasificación anual de los cien mejores colegios concertados - privados, que pública el periódico El Mundo, suelen figurar varios colegios de Institución. También en otros rankings aparecen como los mejores centros de Cataluña.

## Centros
En octubre de 1969 se inauguró el primer colegio, La Farga en San Cugat del Vallés. Al mismo tiempo, se fueron creando en otras ciudades de Cataluña grupos promotores de familias que sintonizaban con el proyecto educativo de Institución y también querían para sus hijos este tipo de enseñanza. Así, surgieron Turó (1970) y Aura (1971) en Tarragona, La Vall (1972) en Bellaterra. En 1973 abrieron sus puertas Mestral y Montclar en Igualada y en 1976 lo hizo Les Alzines en Gerona. Más adelante se incorporó a Institución el colegio Airina (1989) de Tarrasa.
En 1999 fue inaugurada la Escuela Infantil La Farga y se incorporaron al proyecto de Institución dos colegios promovidos en Lérida por el grupo educativo: Fomento de centros de enseñanza. Estos dos colegios Terraferma y Arabell fueron constituidos en el año 1967 y 1979 respectivamente. Finalmente, en 2009 Aixa y Llaüt, dos colegios recientemente creados en Mallorca, entraron a formar parte de Institución.

### Cataluña
La Farga - 1969 (San Cugat del Vallés)
Turó - 1970 (Tarragona)
Aura - 1971 (Tarragona)
La Vall - 1972 (Bellaterra)
Mestral - 1973 (Igualada) y Montclar - 1973 (Igualada): Actualmente Institución Igualada
Les Alzines - 1976 (Gerona)
Airina - 1989 (Tarrasa)
Escuela Infantil La Farga - 1999 (Valldoreix)
Arabell - 1999 (Lérida)
Terraferma - 1999 (Lérida)

### Baleares
Aixa - 2009 (Palma de Mallorca)
Llaüt - 2009 (Palma de Mallorca)